# Cojoba sophorocarpa
Cojoba sophorocarpa là một loài thực vật có hoa trong họ Đậu. Loài này được (Benth. & Hook.f.) Britton & Ro miêu tả khoa học đầu tiên.